# Gäddöskogens naturreservat
Gäddöskogens naturreservat är ett naturreservat i Finspångs kommun i Östergötlands län.
Området är naturskyddat sedan 2023 och är 35 hektar stort. Reservatet ligger nordväst om Rejmyre och består av gammelskog och mossar.